# Іст-Гартфорд (Коннектикут)
Іст-Гартфорд (англ. East Hartford) — місто (англ. town) в США, в окрузі Гартфорд штату Коннектикут. Населення — 51 045 осіб (2020).

## Демографія
Згідно з переписом 2010 року, у місті мешкали 51 252 особи в 20 195 домогосподарствах у складі 12 908 родин. Було 21328 помешкань
Расовий склад населення:
| - 51,3 % — білих - 26,0 % — чорних або афроамериканців - 5,7 % — азіатів - 0,4 % — корінних американців - 0,1 % — вихідців з тихоокеанських островів - 12,7 % — осіб інших рас |

До двох чи більше рас належало 3,7 %. Частка іспаномовних становила 25,8 % від усіх жителів.
За віковим діапазоном населення розподілялося таким чином: 23,4 % — особи молодші 18 років, 62,9 % — особи у віці 18—64 років, 13,7 % — особи у віці 65 років та старші. Медіана віку мешканця становила 37,8 року. На 100 осіб жіночої статі у місті припадало 92,0 чоловіків;  на 100 жінок у віці від 18 років та старших — 88,3 чоловіків також старших 18 років.
Середній дохід на одне домашнє господарство  становив 65 567 доларів США (медіана — 52 049), а середній дохід на одну сім'ю — 73 583 долари (медіана — 62 261). Медіана доходів становила 49 625 доларів для чоловіків та 41 654 долари для жінок. За межею бідності перебувало 13,0 % осіб, у тому числі 17,3 % дітей у віці до 18 років та 13,5 % осіб у віці 65 років та старших.
Цивільне працевлаштоване населення становило 25 277 осіб. Основні галузі зайнятості: освіта, охорона здоров'я та соціальна допомога — 26,3 %, роздрібна торгівля — 13,1 %, виробництво — 10,8 %, науковці, спеціалісти, менеджери — 8,7 %.

## Відомі люди
- Даян Венора (* 1952) — американська акторка.